# Juhani Ojasti
Juhani Ojasti (* 12. April 1934 in Viipuri, Karelien, Finnland (heute Wyborg, Oblast Leningrad, Russland)) ist ein finnischer, in Venezuela tätiger, Zoologe.

## Leben
Ojasti schrieb sich nach seiner Schulzeit am Liceo de Lappeenranta an der Universität Helsinki ein, wo er einen Abschluss in den Naturwissenschaften erwarb. Für sein Postgraduiertenstudium ging er in die Vereinigten Staaten, wo er 1978 mit der Dissertation The Relation Between Population and Production of the Capybara (Hydrochoerus hydrochaeris) zum Ph.D. am Henry W. Grady College of Journalism and Mass Communication der University of Georgia promoviert wurde. Von 1959 bis zu seinem Ruhestand im Jahr 2008 war Ojasti als Techniker, Forscher und Hochschullehrer in der naturwissenschaftlichen Fakultät der Universidad Central de Venezuela tätig. 
Daneben hatte er wissenschaftliche und beratende Tätigkeiten in den Ministerien für Landwirtschaft, Viehzucht und Umwelt (viermal von 1966 bis 1972, 1993 bis 1994, 2000 bis 2001 und 2002 bis 2005), dem Fondo Nacional de Investigaciones Agropecuarias (FONAIAP, Nationaler Fond für landwirtschaftliche Forschung), der Gemeinschaft der Andenländer und den Postgraduiertenstudiengängen für Ökologie (Universidad Central de Venezuela) und natürliche Ressourcen (an der Universidad Nacional Experimental de los Llanos Occidentales Ezequiel Zamora (UNELLEZ)).
In den betreffenden Zeiträumen vertrat Ojasti verschiedene Institutionen auf zwölf nationalen und internationalen Symposien sowie Workshops. Zwischen 1961 und 1965 stellte das Ministerium für Landwirtschaft und Viehzucht finanziellen Zuschuss für eine Forschungsgruppe, zu der auch Ojasti von der Naturwissenschaftlichen Fakultät der Universidad Central de Venezuela gehörte, um diverse biologischen Aspekte der Arrauschildkröte (Podocnemis expansa) zu erforschen. Diese Studien wurden aufgrund des fortschreitenden Rückgangs der Populationen, bedingt durch übermäßige Ausbeutung, initiiert, konnten jedoch 1966 nicht abgeschlossen werden, da Ojasti zu einem anderen Forschungsprojekt über die Biologie des Capybaras wechselte.
Ojasti war auch aktiv in zahlreichen nationalen Evaluierungskommissionen engagiert, darunter im Conicit (Comisión Nacional de Investigación Científica y Tecnológica), in der FAO, in der Smithsonian Institution, im MAB-Programm (Man and the Biosphere), im Nationalen Rat für Wildtiere sowie in der Ständigen Kommission für Umwelt- und Landmanagement des Kongresses der Republik. Zudem war er Mitglied in Redaktionsgremien mehrerer Fachzeitschriften im Bereich der Wildtierforschung. Seine wissenschaftliche Produktion umfasste 60 Vorträge auf Konferenzen und Workshops, sieben Publikationen in Form von Büchern oder Monografien (darunter Wildlife Utilization in Latin America: Current Situation and Prospects for Sustainable Management, Manejo de Fauna Silvestre Neotropical (2000) und Estudio Biológico Del Chigüire O Capibara (2011)), 21 Fachberichte sowie nahezu 80 Artikel in peer-reviewed Fachzeitschriften. Diese umfassenden Veröffentlichungen konzentrieren sich auf die Biologie, Systematik, Ökologie, Bewirtschaftung und Erhaltung von Wildtieren in Venezuela. Ein bemerkenswerter Aspekt seiner Arbeit ist die Förderung venezolanischer Studierender, darunter die Betreuung von 25 Bachelor- und Masterarbeiten an nationalen Universitäten.
Die wissenschaftlichen Beiträge von  Ojasti in den Jahren 1991 bis 2005 zeichnen sich durch eine Vielzahl an Themen aus, wobei der Fokus sowohl auf Management als auch auf der Erhaltung der Fauna liegt. Er hat Erkenntnisse zur menschlichen Nutzung des Capybaras (Human exploitation of capybara, 1991) sowie in Kooperation mit Jose Méndez-Arocha (Hacia una estrategia latinoamericana para la salvación de la fauna silvestre (1992), Economic and social appraisal of wildlife as a strategy for its conservation in tropical America (1995)) zu lateinamerikanischen Strategien zur Rettung von Wildtieren formuliert. Zudem war er an umfangreichen Forschungsprojekten, die von der Akademie der Wissenschaften unterstützt wurden, beteiligt und veröffentlichte gemeinsam mit Ricardo Guerrero und Omar Hernández eine Monographie über die Säugetiere von Tapirapecó (Mamíferos de la Expedición de Tapirapecó, Estado Amazonas, Venezuela, 1992).
Seine Forschungen zur Rolle des Capybaras als tropische Zuchtalternative setzte er 1994 fort, ebenso wie die Überarbeitung von Fachliteratur zu Beuteltieren (Marsupiales de Venezuela, 1994) und Säugetieren (Mamíferos de Venezuela, 1998) in Venezuela. Darüber hinaus untersuchte er gemeinsam mit Zaida Tárano und Stuart Strahl (1995) die Nahrungsökologie des Zwergsultanshuhns sowie in Zusammenarbeit mit Omar Hernández und Guillermo R. Barreto das Verhalten der Nabelschweine (Observations of behavioral patterns of the white-lipped peccaries in the wild. (1995), Diet of peccaries (Tayassu tajacu and T. pecari) in a dry forest of Venezuela (1996)). Seine Teilnahme an internationalen Studien ermöglichte einen Beitrag zur aktuellen Situation und zur nachhaltigen Nutzung von Wildtieren (Informe del taller internacional sobre el uso sostenible y conservación de la fauna silvestre en los países de la cuenca del Amazonas, 1996).
Im Jahr 1999 war er Teil eines interdisziplinären Forscherteams, bestehend aus Salvador Boher, Jose Luis Méndez-Arocha, Jon Paul Rodríguez und Franklin Rójas, das sich mit der Ausbeutung wildlebender Tiere und der Zerstörung ihrer Lebensräume in Venezuela befasste. Diese Arbeiten trugen zur Erstellung der Roten Liste der venezolanischen Fauna bei und führten zur Entwicklung von Richtlinien für eine Wildtierpolitik im Amazonasraum. 2003 veröffentlichte Ojasti die umfassendste Analyse der in Venezuela erschienenen Literatur über das Capybara, die als bedeutende Referenz für Wissenschaftler dient, die sich mit der Biologie und dem adäquaten Management dieser Art auseinandersetzen. 1986 veröffentlichte er in Zusammenarbeit mit Álvaro Mones den Beitrag über das Capybara für die Schriftenreihe Mammalian Species der American Society of Mammalogists.
Ojasti war an den Erstbeschreibungen des Orinoco-Agutis (Dasyprocta guamara, 1972), der Orinoco-Schwertnase (Lonchorhina orinocensis, 1971 mit Omar J. Linares), der Paraguaná-Schnurrbartfledermaus (Pteronotus paraguanensis, 1974 mit Linares) sowie an der heute ungültigen Unterart Dasyprocta punctata zuliae (1972) des Mittelamerikanischen Aguti beteiligt.

## Dedikationsnamen
2014 wurde die Ojasti-Schlankbeutelratte (Marmosops ojastii) zu Ehren von Juhani Ojasti benannt.